# Río Tinkisso
El río Tinkisso es un río del oeste de África, un afluente del curso alto del río Níger que discurre siempre por Guinea. El río tiene su origen cerca de Dabola, en las montañas de Futa Yallon, al norte de Mamou, y serpentea en dirección general noreste, y luego este, por las llanuras de Guinea, hasta que desemboca en el río Níger, por la izquierda, en Siguiri. El río tiene aproximadamente 570 kilómetros de longitud.
El río y la llanura circundante fueron designados sitio Ramsar por la Autoridad de la Cuenca del Níger y el gobierno de Guinea en 2002. El río y sus afluentes son el hogar de especies de manatí.